# Japonism
Japonism è il quattordicesimo album in studio del gruppo musicale giapponese Arashi, pubblicato nel 2015.

## Tracce
1. Sakura – 4:39
2. Kokoro no Sora (心の空) – 4:32
3. Kimi e no Omoi (君への想い) – 4:53
4. Don't you love me? (Jun Matsumoto solo) – 4:00
5. miyabi-night – 4:37
6. Mikazuki (三日月) – 4:30
7. Bolero! – 3:38
8. Mr. FUNK (Masaki Aiba solo) – 4:45
9. Akatsuki (暁, Satoshi Ohno solo) – 4:12
10. Aozora no Shita, Kimi no Tonari (青空の下、キミのとなり) – 4:04
11. Rolling Days (Shō Sakurai solo) – 5:04
12. In the Room (イン・ザ・ルーム) – 3:18
13. Masquerade (マスカレード) – 4:50
14. MUSIC (Kazunari Ninomiya solo) – 3:38
15. Tsutaetai Koto (伝えたいこと) – 4:39
16. Japonesque – 4:10